# Глава Республики Саха
Глава Республики Саха (Якутия) (якут. Саха Өрөспγγбγлγкэтин Ил Дархана, Ил Дархан) — высшее должностное лицо Республики Саха (Якутия), возглавляет исполнительную власть республики. Срок полномочий — пять лет.

## История
Должность главы Республики Саха (Якутия) была введена в конце 1991 года. До апреля 2014 года — президент Республики Саха (Якутия).

### Распад СССР
С 1985 года, с приходом к власти Михаила Горбачёва, в СССР была объявлена политика Перестройки, направленная на реформирование политической и экономической системы СССР. Однако в конечном итоге это привело к углублению кризиса в стране. В период 1988—1991 сильно увеличился товарный дефицит; впервые с 1947 года была введена карточная система. На территории СССР разгорелся ряд межнациональных конфликтов. Союзные республики вступили с центром в «войну суверенитетов», объявив о приоритете своих законов над союзными и прекратив отчисление налогов. 12 июня 1990 года Съезд народных депутатов РСФСР принял Декларацию о государственном суверенитете республики.
27 сентября 1990 года Декларация о государственном суверенитете была принята и Якутской АССР.
26 февраля 1991 года председатель Верховного Совета Якутской АССР Михаил Николаев подписал закон о государственном статусе Якутской—Саха ССР, который действовал до принятия Конституции Республики Саха (Якутия) в 1992 году. Этот закон установил новый государственный статус республики, подняв его до уровня статуса суверенной республики в составе РСФСР и СССР.

### Первые выборы (1991)
24 мая 1991 года Якутская АССР была переименована в Якутскую-Саха ССР.
12 июня был избран президент РСФСР — Борис Ельцин. 19 августа от власти был отстранен президент СССР Михаил Горбачёв — в Москве начался Августовский путч.
До конца года еще в 7 республиках были проведены выборы президентов. В Якутии они состоялись 20 декабря. Якутии досталась советская избирательная система без реальной многопартийности, которую альтернативные выборы, введенные тогда, не так уж смогли улучшить. На выборах было всего 2 кандидата. Победил председатель Верховного Совета Якутской АССР Михаил Николаев, набрав 76,7 %, второй кандидат набрал лишь 7,3 %. Явка составила 74,9 %. Против избрания Николаева выступало Движение «Демократическая Якутия», которое призвало к бойкоту выборов. Вице-президентом был избран Вячеслав Штыров.
16 января 1992 года Михаил Николаев одновременно возглавил и правительство республики.
В марте 1992 года Якутская ССР в числе других субъектов Российской Федерации подписала Федеративный договор.
4 апреля 1992 года Верховным Советом Якутской ССР была принята Конституция Республики.

### Вторые выборы (1996)
22 декабря 1996 года состоялись вторые выборы президента Республики Саха (Якутия). Баллотировались 6 кандидатов. Выборы выиграл действующий президент М. Николаев, набравший 58,96 % голосов избирателей. Его кандидатуру поддержал Общероссийский координационный совет по выборам глав администраций в субъектах Федерации. Ближайшим соперником был депутат Палаты Республики Госсобрания Якутии Артур Алексеев, выдвинутый КПРФ (получил 25,46 % голосов).

### 2010 год
31 мая 2010 года президент России Дмитрий Медведев подписал указ о досрочном прекращении полномочий президента Республики Якутия Вячеслава Штырова. Для многих жителей Якутии уход Штырова стал полной неожиданностью. В пресс-службе президента и правительства Республики Саха (Якутия) не раскрыли причины столь неожиданной отставки, лишь сообщили: «Вячеслав Штыров ушел по собственному желанию. У его досрочного ухода есть личные мотивы, о которых мы не можем говорить официально».
Исполняющим обязанности главы республики был назначен Егор Борисов.
17 июня 2010 года Государственное собрание (Ил Тумэ́н) Якутии утвердило Егора Борисова на посту президента республики. За кандидатуру Борисова проголосовал 61 депутат из 68 присутствовавших на пленарном заседании, против было подано два голоса, еще пять депутатов воздержались.

### 2014 год
25 апреля 2014 года президент Российской Федерации Владимир Путин подписал Указ № 279 «О досрочном прекращении полномочий Президента Республики Саха (Якутия)», явившийся основанием для прекращения полномочий президента республики Егора Борисова и назначением его на временно исполняющего обязанности главы Республики Саха (Якутия).
Выборы состоялись 14 сентября 2014 года. Одержал верх на республиканских выборах Егор Борисов.

### 2018 год
28 мая 2018 года Егор Борисов объявил об отставке. Указом президента России Владимира Путина, Айсен Николаев назначен временно исполняющим обязанности главы Республики Саха. А после выборов 27 сентября стал главой Республики Саха.

### 2023 год
10 сентября 2023 года состоялись пятые выборы главы Республики Саха (Якутия). Баллотировались 4 кандидата. Выборы выиграл действующий глава Айсен Николаев, набравший 58% голосов избирателей. Ближайшим соперником был Виктор Губарев, кандидат от КПРФ (получил 26% голосов).

## Наименование должности
8 июня 2012 года Парламент (Ил Тумэ́н) утвердил поправки в Конституцию Республики Саха, которыми должность президента переименована в главу (якут.  Ил Дархан). Изменения вступали в силу после окончания полномочий действующего руководителя субъекта Егора Борисова, что ожидалось в июне 2015 года. Однако в апреле 2014 года Борисов ушёл в отставку досрочно, при этом заявив о своём участии в предстоящих выборах.
«Ил» в переводе с якутского означает «народ, племенной союз, государство, мир, согласие объединение», «дархан» — от тюркского «привилегированное сословие».

## Список президентов и глав Республики Саха
| № | Руководитель    | Руководитель | Срок полномочий | Партийность                       |
| - | --------------- | ------------ | --- | --------------------------------- |
| 1 | Михаил Николаев |              | 27 декабря 1991 — 27 января 2002 | КПСС (до 1991 года)               |
| 2 | Вячеслав Штыров |              | 27 января 2002 — 31 мая 2010 | 1) КПСС 2) Единая Россия (с 2007) |
| 3 | Егор Борисов    |              | 31 мая 2010 — 17 июня 2010 (врио президента Республики) 17 июня 2010 — 24 апреля 2014 24 апреля 2014 — 27 сентября 2014 (врио главы Республики) 27 сентября 2014 — 28 мая 2018 | 1) КПСС 2) Единая Россия          |
| 4 | Айсен Николаев  |              | 28 мая 2018 год — 27 сентября 2018 год (врио главы Республики) с 27 сентября 2018 года                                                                                         | Единая Россия                     |